# Pojo kyrka
Pojo kyrka (även S:ta Maria kyrka i Pojo) är belägen i Pojo i Raseborg stad i Finland. Den används av Karis-Pojo svenska församling och Raaseporin suomalainen seurakunta. 

## Historia
Pojo kyrksocken bildades mellan åren 1326 och 1359 men troligen snart efter år 1326. Redan 1347 hade de finskspråkiga delarna av socknen avskilts till Kisko kapell.
Pojo kyrka byggdes under åren 1460–1480 av lokala material, bland annat 8 500 stenar, 40 000 tegel och 24 000 takpärtor. Den är 23 meter hög.
2001 renoverades hela kyrkan grundligt och vatten, värme och elektricitet sågs över. Belysningen av kyrkan planerades om helt. Man såg även över bänkarna, textiler och övriga möbler.

## Inventarier
Under seklerna har kyrkan samlat på sig många olika spår av tidens gång. Några träskulpturer berättar om 1200-talet. Stenväggarna berättar om 1400-talet, bänkarna om 1700-talet, läktaren med den gamla orgelfasaden om 1800-talet, tegelgolvet, altarskranket och orgeln om 1900-talet, och det nya altaret om 2000-talet.
Orgeln i Pojo kyrka är byggd av Kangasala orgelfabrik 1975 och omfattar 22 stämmor.
Textilerna i Pojo kyrka är till stora delar skapade av den finländska textilkonstnären Dora Jung. 

## Bilder

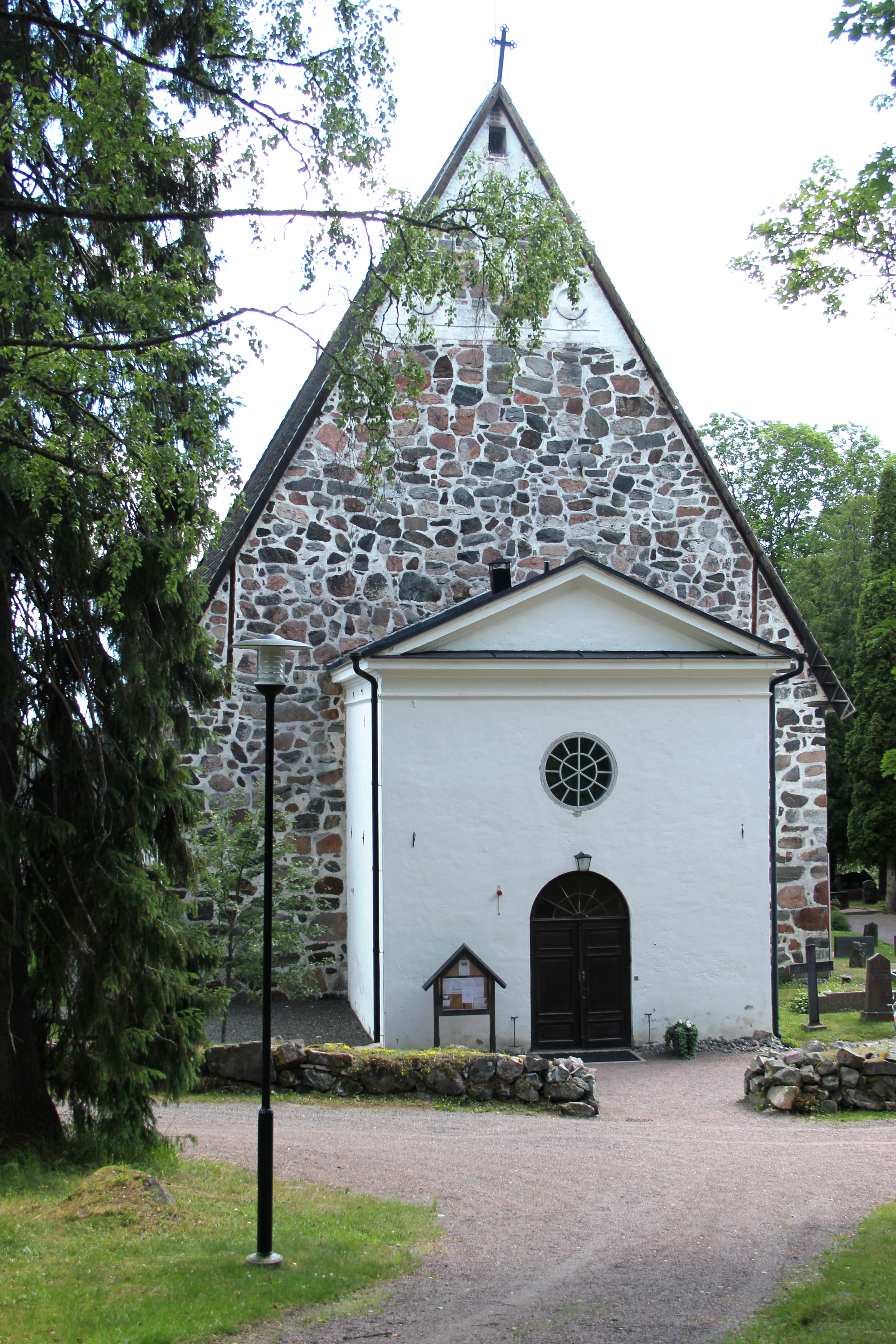
Entrén från väst.
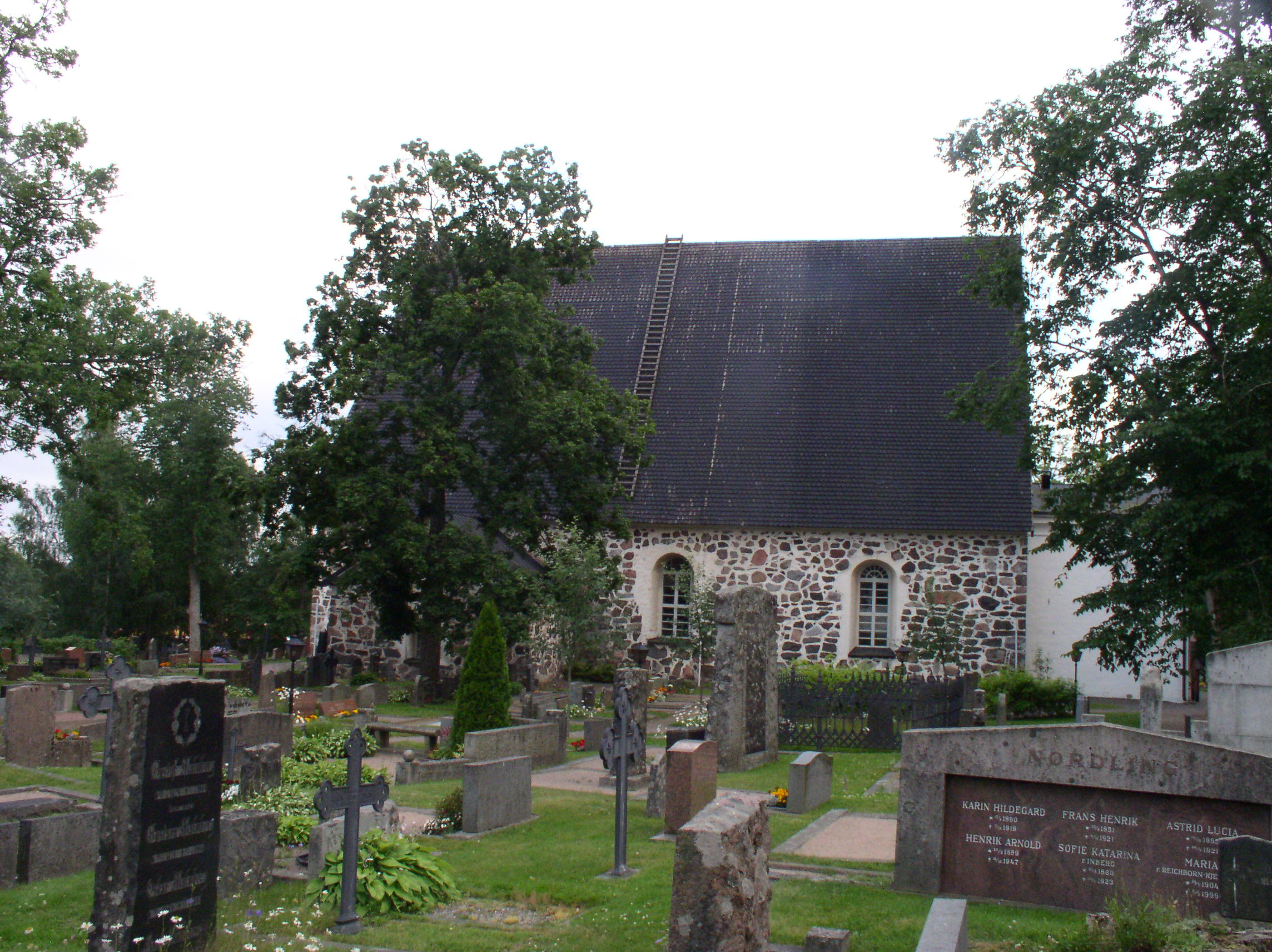
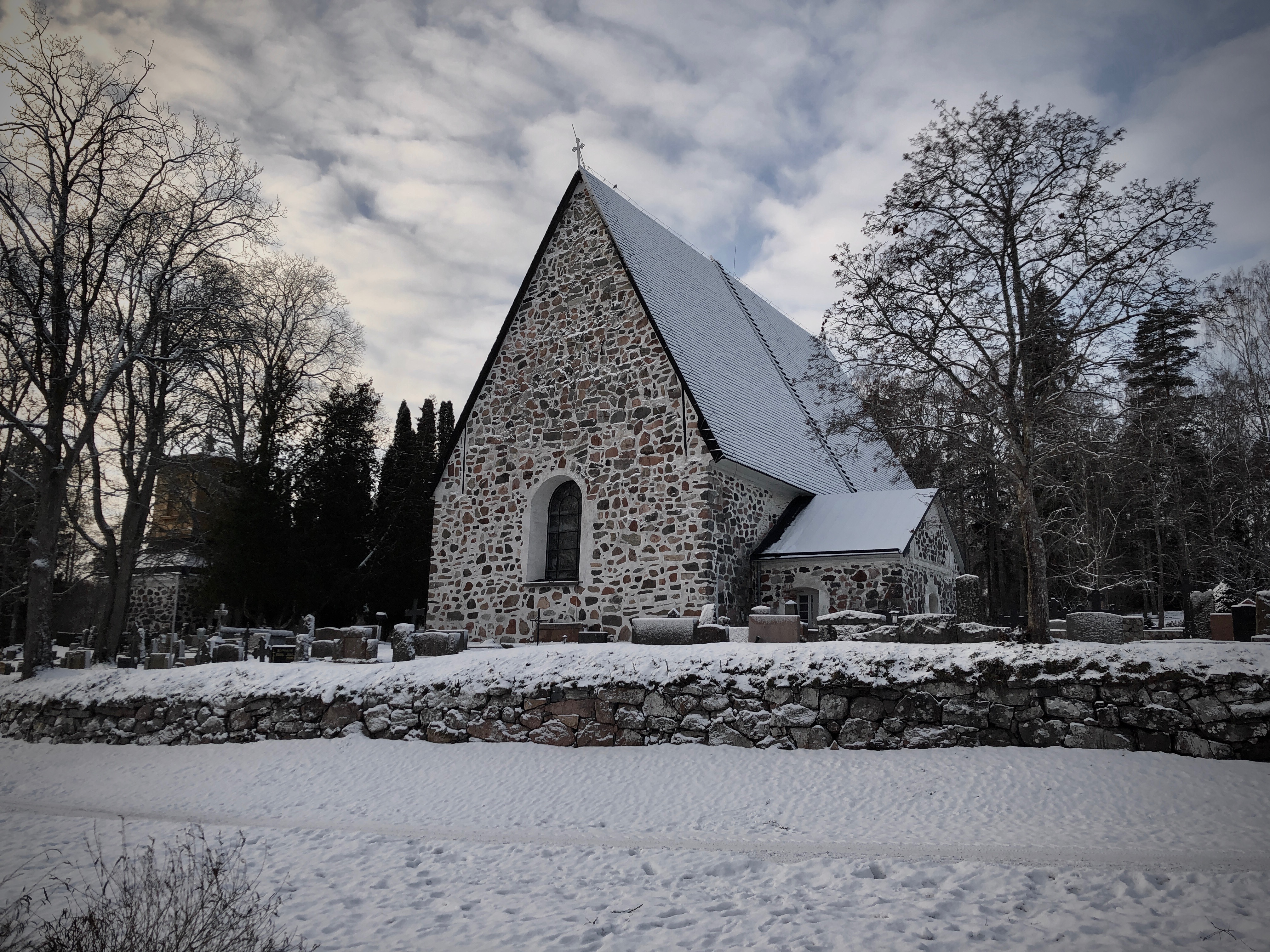
Kyrkan från öst.
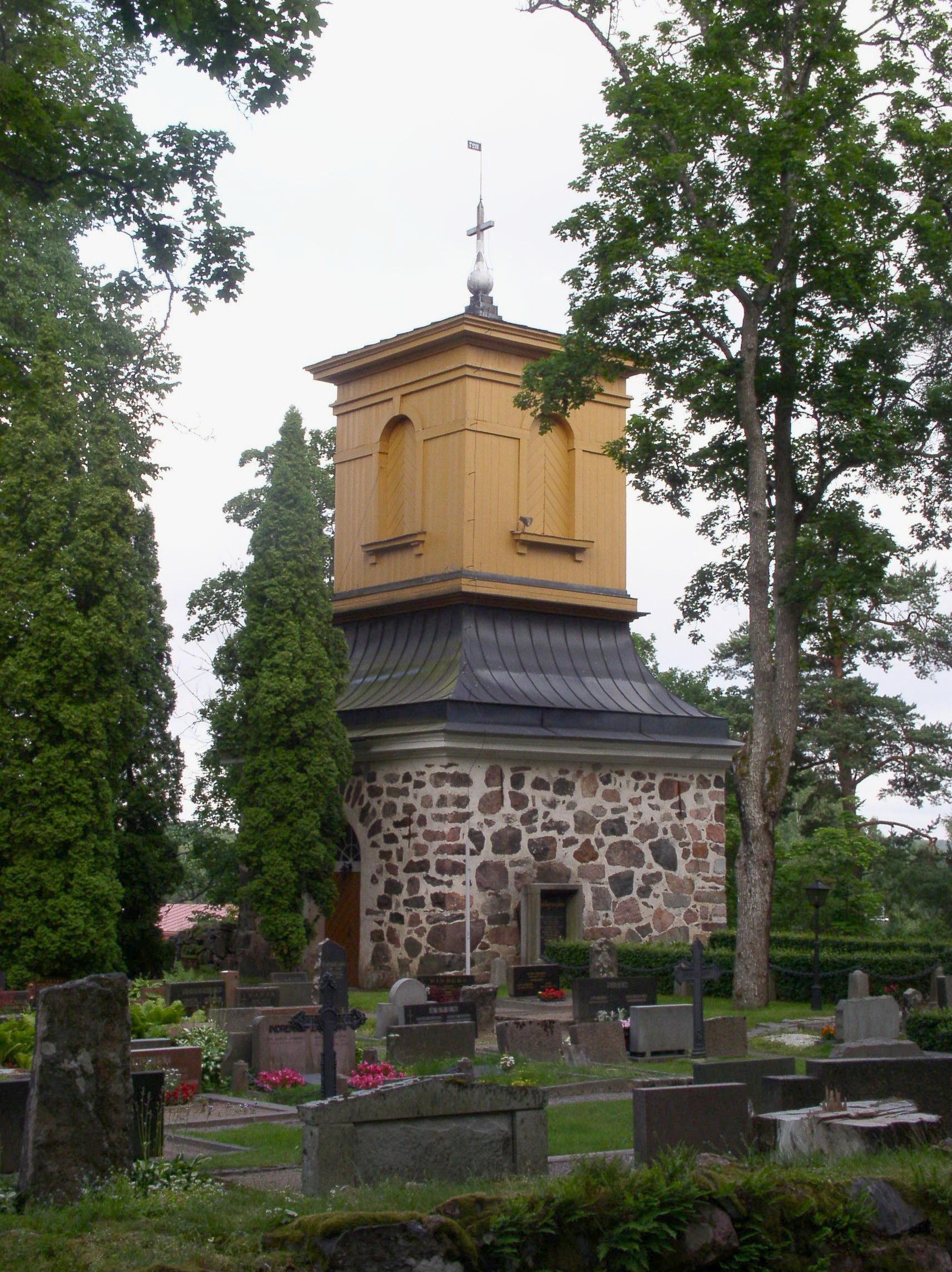
Klockstapeln.
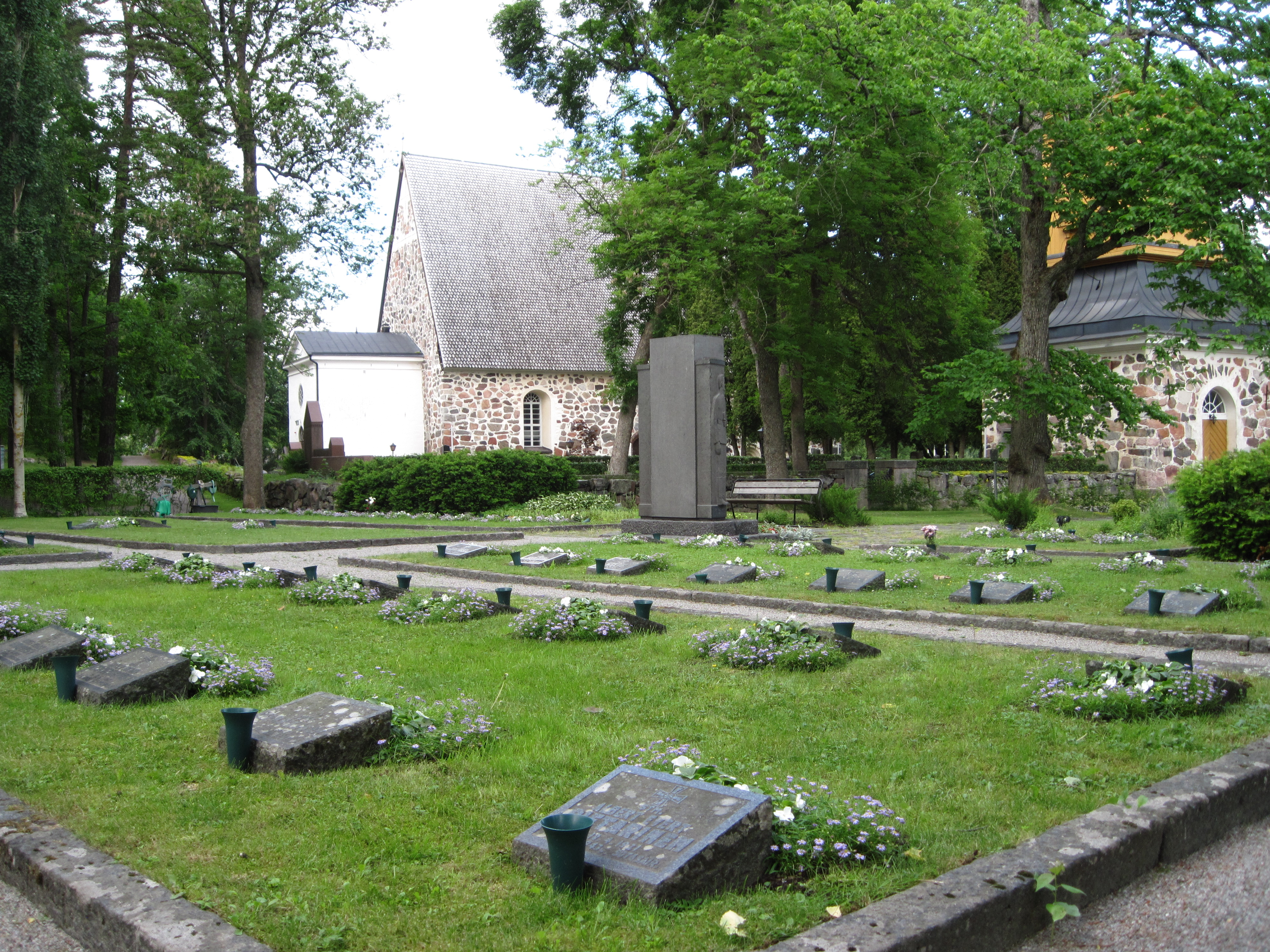
Begravningsplatsen.
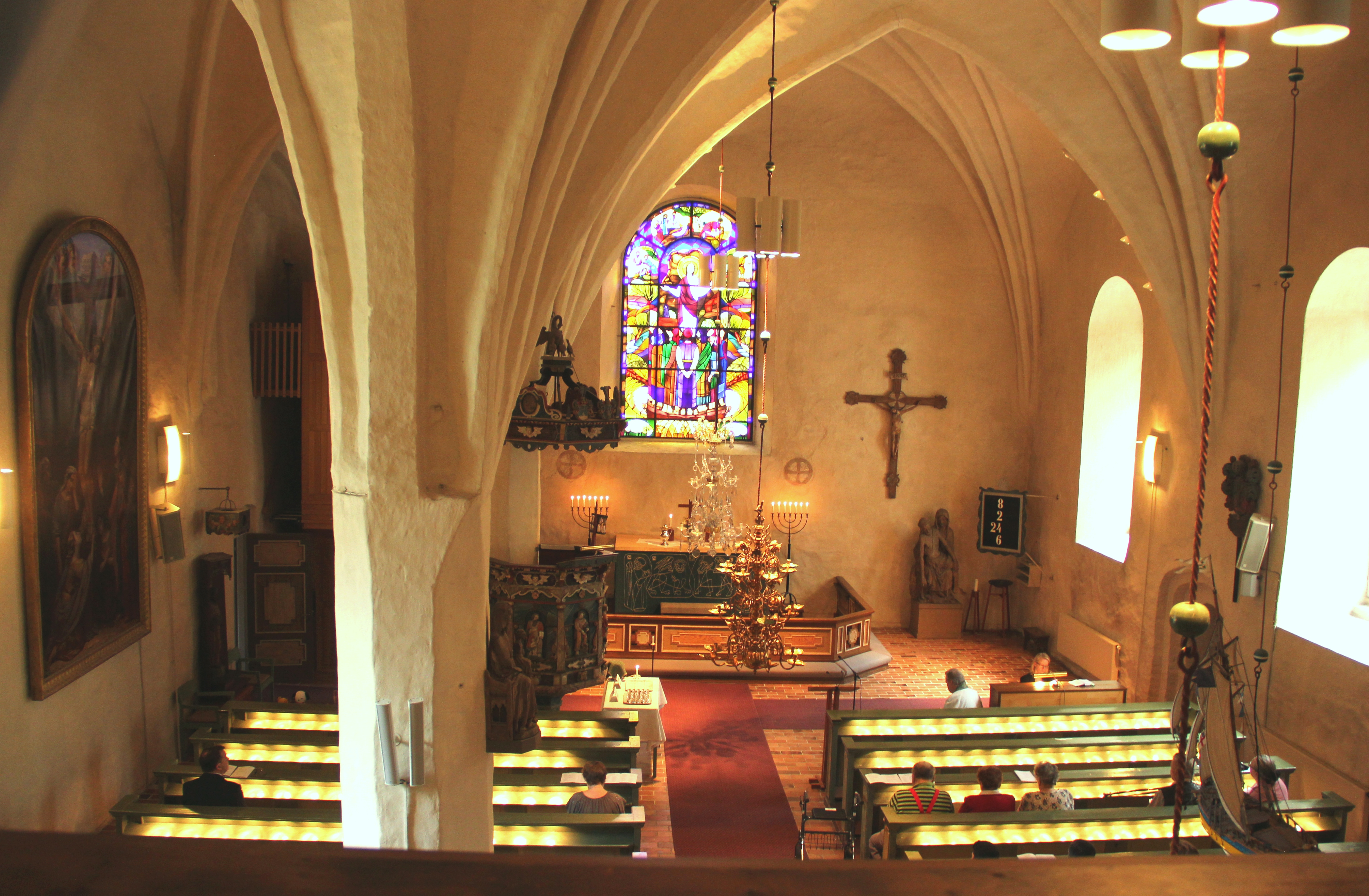
Interiör.
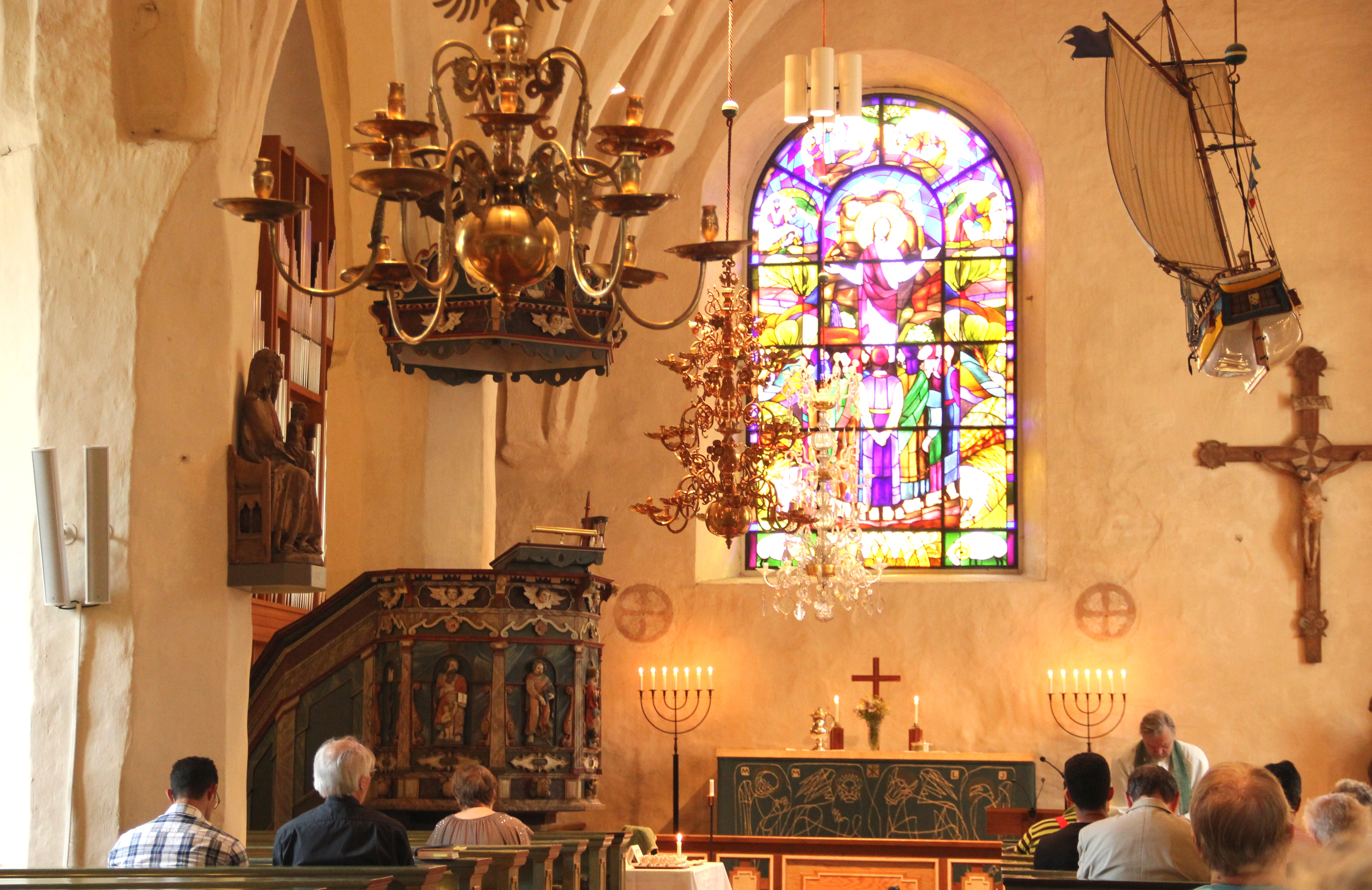
Altaret.
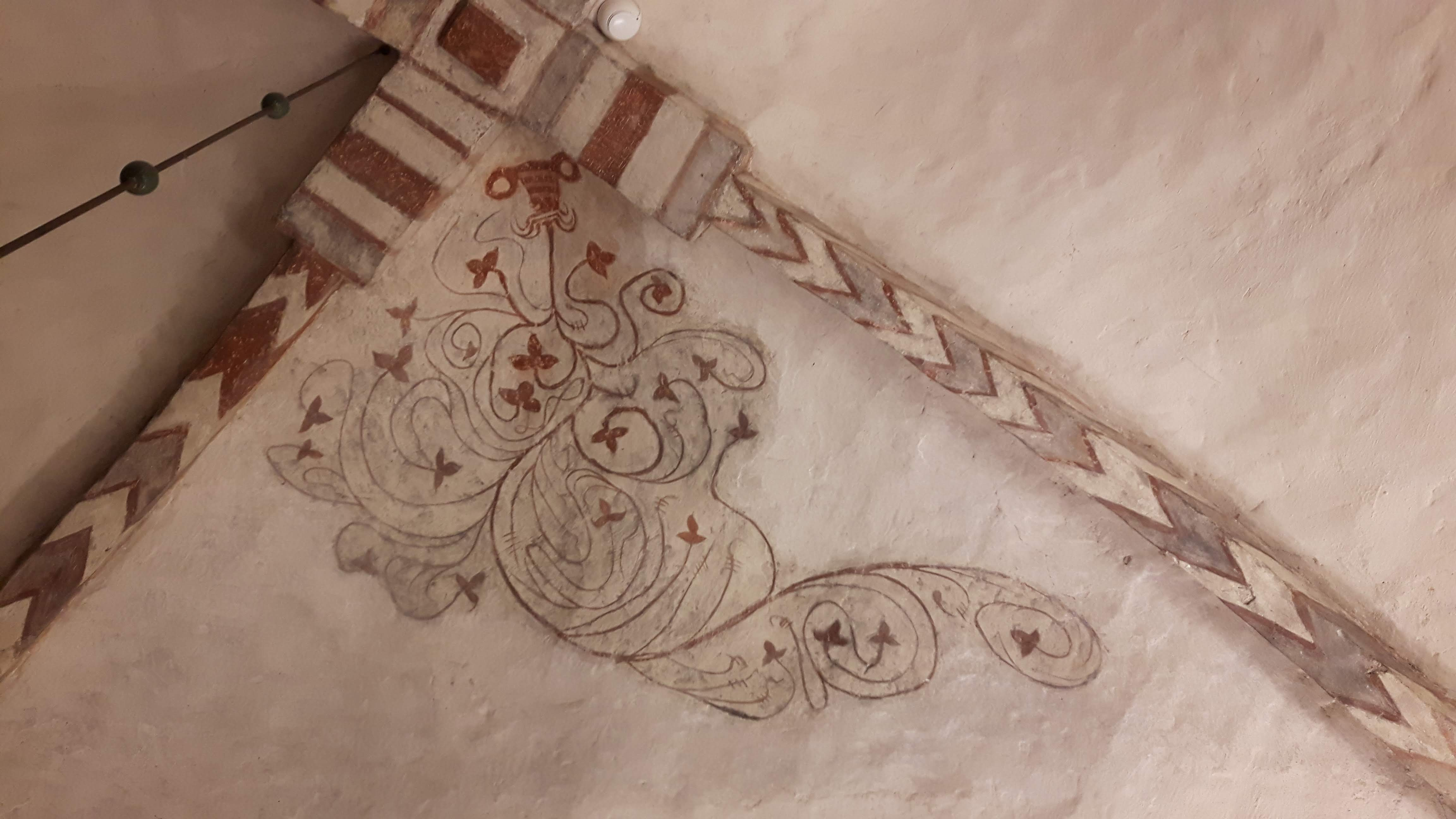
Fragment av målning från 1475-80 i sakristian.